# Přilba z kančích klů

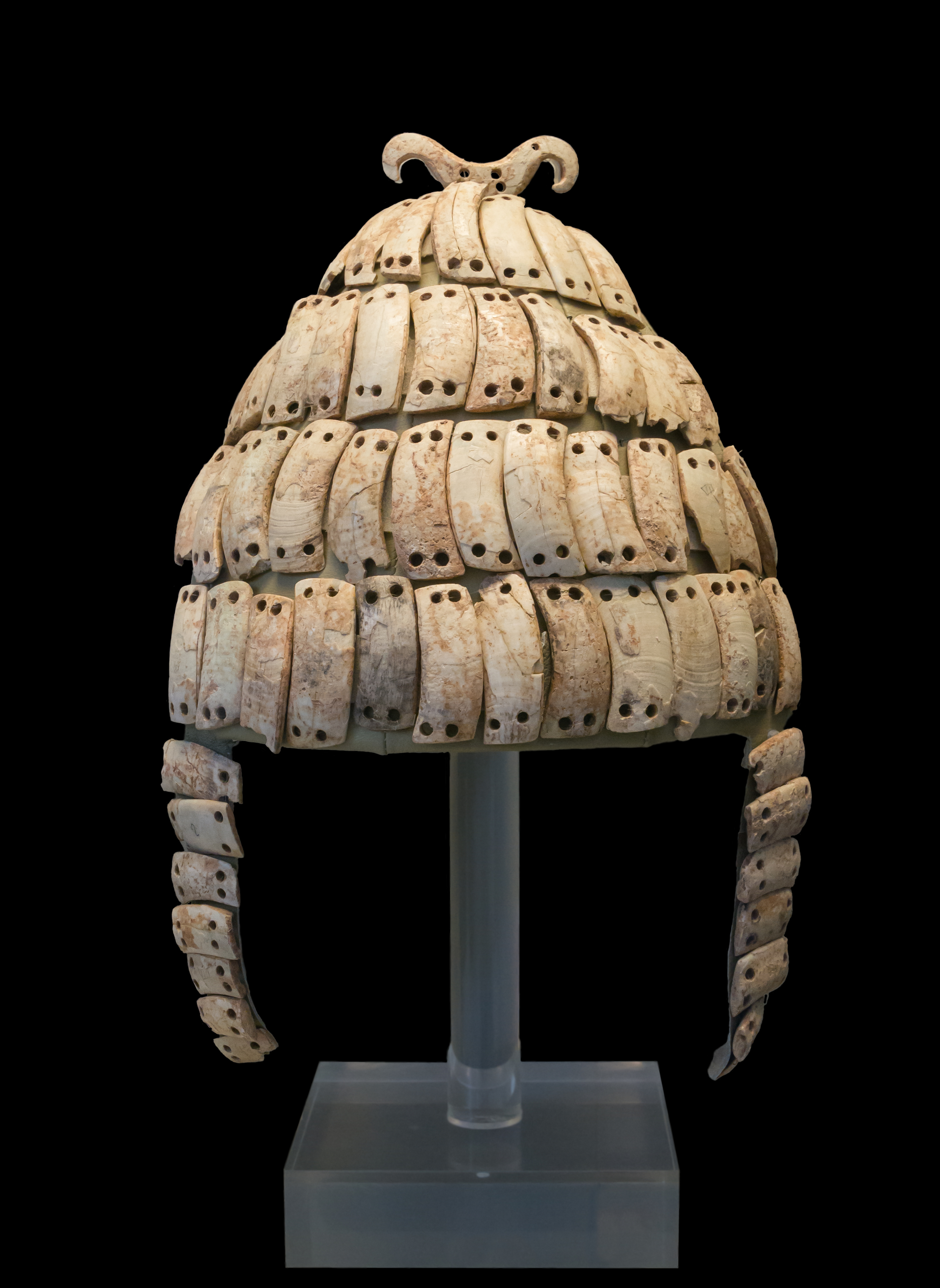
Přilba z kančích klů s lícnicemi, Mykény, hrobka 515, 14.–13. století př. n. l.

Přilba z kančích klů je přilba osázená mnoha kančími kly. Používala se v období mínojské a mykénské kultury v oblasti Egejského moře. Kančí kly byly připevněny ke kapuci z usně, jejíž vnitřek byl vycpaný plstí. Tento typ přileb se používal přibližně v letech 1650 až 1150 př. n. l. Existence tohoto typu přileb je relativně dobře zdokumentována archeologickými nálezy, jejich četnými vyobrazeními (např. na freskách) a Homérovým popisem.

## Pozadí
Homér v Iliadě podrobně popisuje Odysseovu helmu, která byla ozdobena kančími kly. V desáté knize, verše 260 až 271, se píše:
| Μηριόνης δ' Ὀδυσῆι δίδου βιὸν ἠδὲ φαρέτρην καὶ ξίφος, ἀμφὶ δέ οἱ κυνέην κεφαλῆφιν ἔθηκε ῥινοῦ ποιητήν· πολέσιν δ' ἔντοσθεν ἱμᾶσιν ἐντέτατο στερεῶς· ἔκτοσθε δὲ λευκοὶ ὀδόντες ἀργιόδοντος ὑὸς θαμέες ἔχον ἔνθα καὶ ἔνθα εὖ καὶ ἐπισταμένως· μέσσῃ δ' ἐνὶ πῖλος ἀρήρει. τήν ῥά ποτ' ἐξ Ἐλεῶνος Ἀμύντορος Ὀρμενίδαο ἐξέλετ' Αὐτόλυκος πυκινὸν δόμον ἀντιτορήσας, Σκάνδειαν δ' ἄρα δῶκε Κυθηρίῳ Ἀμφιδάμαντι· Ἀμφιδάμας δὲ Μόλῳ δῶκε ξεινήιον εἶναι, αὐτὰρ ὃ Μηριόνῃ δῶκεν ᾧ παιδὶ φορῆναι· δὴ τότ' Ὀδυσσῆος πύκασεν κάρη ἀμφιτεθεῖσα. | Též dal Mérionés Odyséu lučiště a toulec, pak meč svůj a vsadil kolkol jemu na hlavu přílbu z kůže tuří zdělanou; řemením byla v nitru přehojným napjata hojně, a hustě bělostné z venku tesáky od svině lesklozubé vyčnívaly na strany obě krásně a vkusně, a plsť byla prostřed upevněna přílby. Tuť jednou z Eleóna Amyntora Ormeniovce Autolykos zabral, vydobyv pevného paláce, pak dal do Skandeie Kythéřanu Amfidamantu; Amfidamas ji potom Molu vládci za dar skytl čestný, ten zase Mérionu přivlastnil svému rozenci. Tehdy Odyssea kol pokrývala k ochraně témě. |

Popis byl známý již dříve, ale až do 19. století byl považován za pouhou legendu, a proto mu nebyl přikládán velký význam. Až Heinrich Schliemann, objevitel Hisarliku, předpokládaného místa, kde ležela starověká Trója, tento názor přehodnotil. Schliemann považoval Homérův epos za téměř doslovný popis faktů a když při vykopávkách v Mykénách objevil plakety z kančích klů, rozpoznal souvislost mezi jeho popisem a nalezenými artefakty.
Přilby z kančích klů se používaly přibližně do roku 1150 př. n. l. Homér, který žil kolem 8. století př. n. l., zmiňuje přilbu, která se zdá být v jeho době více než 300 let zapomenutá. Je však i možné, že Homér skutečně takovou starobylou přilbu držel v rukou.

## Popis
Rozmanitost přileb z kančích klů je velká, pokud jde o uspořádání plátků z kančích klů nebo zdobení přilby. Rozlišují se dva základní tvary: raný tvar s volně uspořádanými horizontálně uspořádanými pláty a pozdější tvar s vertikálně hustě uspořádanými pláty.
Charakteristickým znakem rané formy je volné uspořádání plátků v různých seskupeních. Plátky jsou obvykle uspořádány vodorovně a tvoří sloupky. Ve sloupcích se plátky zkracují zdola nahoru, což obrazci dodává tvar rovnoramenného lichoběžníku. Raná forma byla nalezena v Aigině, Eleusis, Argu a v Thébách.
V pozdější podobě, kterou popsal Homér a která se dochovala i na freskách, jsou destičky uspořádány svisle bez mezer a tvoří typickou řadu. Na přilbě najdeme takovýchto řad dvě až pět. Přirozeně zakřivené destičky v sousedních řadách jsou obvykle uspořádány střídavě. Destičky jsou dlouhé 5 až 8 cm, v závislosti na počtu řad. Nálezy tohoto typu byly objeveny například ve Spartě, poblíž Athén, v Armeni na Krétě, v Mykénách, Kallithee a v Knóssu.
Kuželovitý tvar napomáhal odrážení střel. Mnoho přileb mělo lícní části, ke kterým byly obvykle připevněny pláty z kančích klů. Pozdější přilby, od roku 1450 př. n. l., se běžně vyznačovaly chráničem krku, který sestával buď pouze z kožených řemínků, nebo byl dodatečně zdoben plátky z kančích klů. Pro stabilizaci přilby byl používán podbradní řemínek.

Na přilbách se nacházely další rozličné ozdoby. Nejstarší vyobrazení z Théry, pocházející z doby kolem roku 1500 př. n. l., zobrazují na přilbě chochol. Jiná vyobrazení zobrazují různé rohy a věnce.

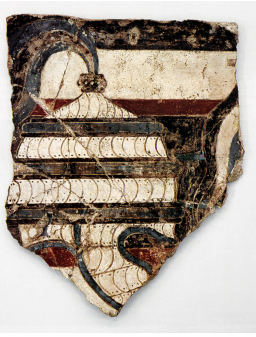
Fragment fresky z Akrotiri na Santorini, kolem r. 1600 př. n. l.
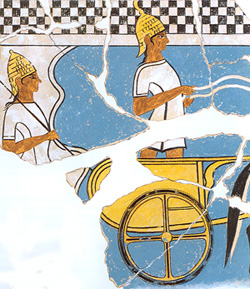
Dva válečníci v přilbách na voze, freska z Pylu, asi 1350 př. n. l.
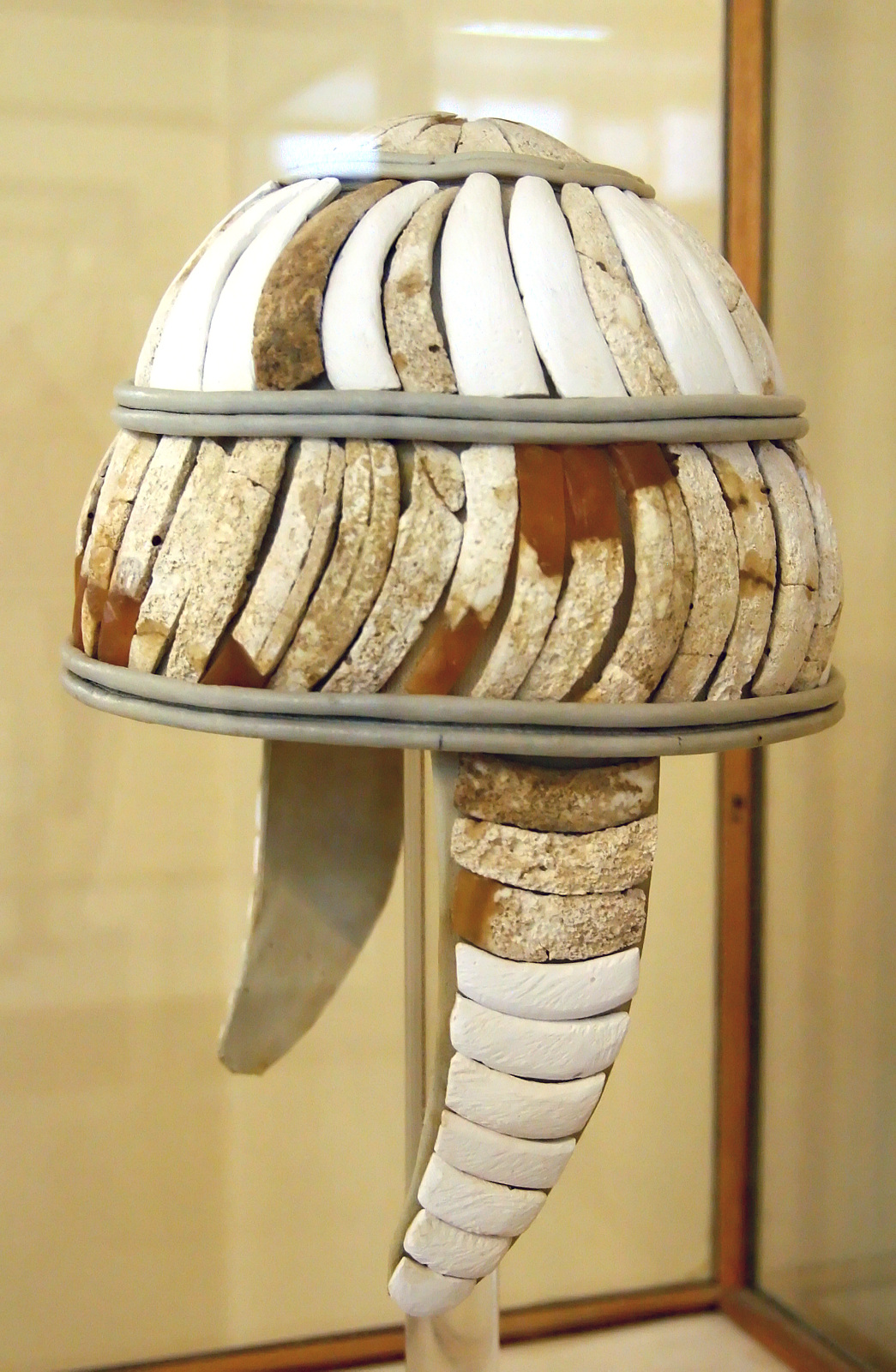
Přilba z kančích klů, c. 1450 až 1400 př. l. l. z Knóssu, uložena v Archeologickém muzeum v Heraklionu
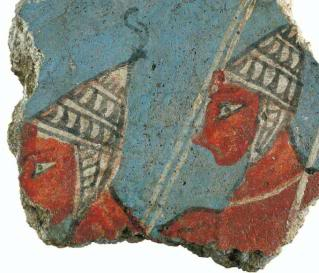
Fragment fresky, Orchomenus, 13. století př. n. l.

## Výroba
K výrobě plátků se používaly spodní kančí kly. Ty mají průměrnou délku 20 cm. Dva horní kly jsou výrazně menší a kvůli většímu zakřivení z nich nebylo možné získat požadovaný tvar. Po vysušení, které materiál učinilo křehčím, bylo možné kly podélně rozštípnout. V závislosti na velikosti a tvaru bylo možné z jednoho klu vyrobit až čtyři plátky. Na kompletní helmu bylo potřeba ulovit v průměru 40 až 50 kanců a pro obzvláště zdobené přilby jich bylo potřeba více než 140.
Do plátků byly vyvrtány otvory různého tvaru, aby je bylo možné připevnit k přilbě.
- otvory vyvrtané zepředu dozadu
- otvory vyvrtané ze strany a zezadu, přičemž každý otvor se setkával v pravém úhlu
- otvory vedoucí z jedné strany na druhou

Otvory byly vyvrtány v rozích nebo uprostřed dlouhé strany. Destičky byly k základně připevněny nití provlečenou těmito otvory. U varianty s otvorem vpředu byl šev odkrytý, a proto náchylnější k poškození. Varianty s propracovanějšími otvory byly pravděpodobně vyvinuty kvůli ochraně tohoto švu.
Neexistují žádné archeologické důkazy o podkladu, ke kterému byly destičky připevněny. I samotné destičky jsou často nalézány ve špatném stavu. Další vodítka poskytuje pouze Homérův popis. Badatelé podnikli řadu pokusů o rekonstrukci raných a pozdních forem těchto přileb. Rekonstrukce rané formy sestává ze šesti kožených klínů sešitých dohromady a tvořících kapuci. Destičky z kančích klů jsou volně umístěny přes švy a chrání je.
Pozdější formu zrekonstruoval Peter Connolly. Hlavní částí byl válcovitý plát kůže, jehož horní část byla nastříhána na řemínky. Kožené řemínky byly tkané směrem nahoru a svázané k sobě. To dodalo helmě kuželovitý tvar a přilba také lépe absorbovala údery shora. Vnitřek byl podšitý plstí, která poskytovala pohodlí, nabízela dodatečnou ochranu a udržovala horní vrstvu řemínků napnutou. Kančí kly připevněné ke kůži poskytovaly dodatečné pancéřování. Upevňovací nit je při provrtání špatně chráněna zepředu dozadu. Peter Connolly ji pokryl koženými proužky a přiblížil se tak vyobrazením, která ukazují úzké pruhy mezi řadami destiček. Toto zakrytí okrajů plátů mělo kromě ochrany švu také výhodu v tom, že se soupeřova čepel s menší pravděpodobností zachytila o destičky.

## Původ a rozšíření

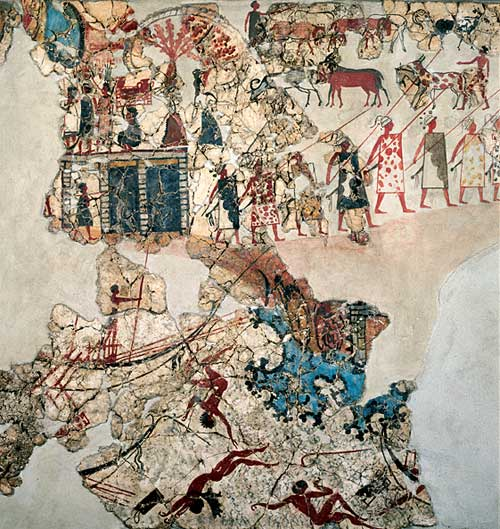
Válečníci s přilbami z kančích klů na fresce z Akrotiri, kolem roku 1600 př. n. l.

Původ této přilby sahá do oblasti Egejského moře do střední doby heladské. Existují různé odhady jejího původu, které sahají od 18. do poloviny 16. století př. n. l. Jedná se o nezávislý řecký vývoj. Je však možné, že existuje souvislost s nálezy v Mariupolu u Černého moře, kde byly nalezeny kančí kly datované do roku 2000 př. n. l., které také pravděpodobně sloužily jako výztuž nebo dekorace přilby.
Přilba z kančích klů se používala na řecké pevnině, na okolních ostrovech včetně Kréty, o čemž svědčí více než 50 nálezů, které většinou pocházejí z hrobů. Každý nález destičky z kančího klu neznamená, že se jednalo o plátek z přilby, destička mohla sloužit například jako ochrana paží. Na Krétě je nálezů méně, pravděpodobně proto, že tam nežila žádná divoká prasata. Jiné vysvětlení jako důvod uvádí odlišný pohřební ritus mínojské kultury. 
Kromě otázky doby původu není vědecky podložené, zda byla přilba vyvinuta na řecké pevnině nebo na Krétě. Je jisté, že tento typ přilby používali Mínojci i Mykéňané. Nejstarší nálezy pocházejí z Kolonny na ostrově Aigina a jsou datovány v závislosti na zdroji do období kolem roku 1800 př. n. l. nebo 1600 př. n. l. Ostrov se nachází blízko řecké pevniny, ale v té době měl kontakt s mínojskou kulturou. Mínojci založili na Krétě nejstarší vyspělou evropskou civilizaci a ovlivnili i okolní oblasti, včetně řecké pevniny. Na ostrově Théra (dnešní Santorini), který byl dříve pod mínojským vlivem, byly v Akrotiri nalezeny fresky zobrazující přilby z kančích klů. Fresky jsou datovány do roku 1600 př. n. l. Datum mánojské erupce (sopečné erupce) na Théře není definitivně stanoveno, protože teorie o této erupci přibližně o sto let rozchází.  O raném používání tohoto typu přilby na Krétě svědčí i labrys (dvojitá sekera) datovaná do let 1700 až 1450 př. n. l. s vyobrazením přilby z kančích klů. Kolem roku 1430 př. n. l. Krétu dobyli Mykéňané a obě kultury postupem času splynuly.
Existují i nálezy mimo mykénskou kulturní sféru. V Enkomi na Kypru a na Sardinii byly nalezeny figurky ze slonoviny zobrazující hlavy válečníků s přilbami z kančích klů. Pravděpodobně se jedná o dovoz z oblasti Egejského moře, ačkoliv není vyloučena ani lokální výroba na Kypru. Papyrus z egyptské Amarny, datovaný kolem roku 1450 př. n. l., zobrazuje mykénské útočníky nebo žoldnéře vybavené přilbami z kančích klů. Keramický střep z Chattušaš, hlavního města Chetitské říše, zobrazuje mykénské válečníky s přilbami s klikatými liniemi, které jsou považovány za znázornění destiček z kančích klů. Toto vyobrazení, pocházející z konce 15. až 14. století př. n. l., může představovat konfrontaci mezi těmito dvěma kulturami. Fragmenty přilby z kančích klů byly nalezeny na lokalitě Beycesultan (poblíž dnešního Çivrilu). Tato oblast byla také pod chetitským vlivem.
Konec mykénského palácového období, kolem roku 1180 př. n. l., byl poznamenán dalekosáhlými politickými a kulturními otřesy. Následovalo tzv. temné období. Tyto změny ovlivnily i armádu a přilba z kančích klů vymizela. Poslední známé pozůstatky přilby z kančích klů pocházejí z Kallithey a jsou datovány do doby kolem roku 1150 př. n. l.

## Význam
Ačkoli byl bronz v době bronzové v oblasti Egejského moře snadno dostupný, na výrobu části zbroje se používaly kančí kly. Toto je vysvětlováno jak technologickými obtížemi, tak kulturním významem kančích klů. Zatímco meče a hroty kopí se odlévaly z bronzu, plátový bronz, jako ten, co byl používán na skořepiny přileb, se v té době obtížně vyráběl kvůli křehké povaze materiálu. Aby byl bronz k takovému účelu použitelný, musel být dostatečně pevný, aby poskytoval ochranu, a zároveň dostatečně lehký, aby nositeli nepřiměřeně nepřekážel.

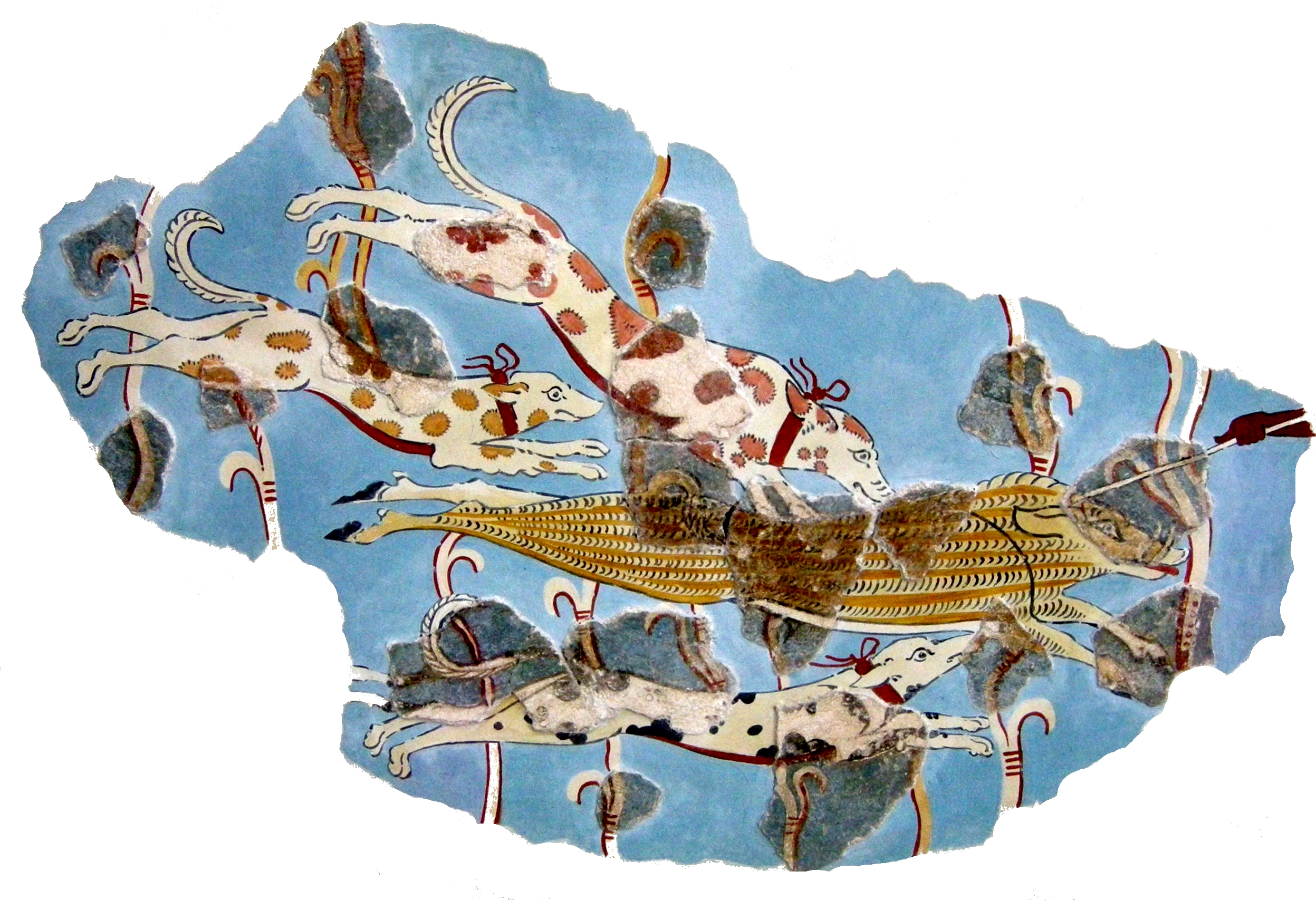
Lov divočáka, freska z Tírynsu

Zdá se, že lov divočáků zaujímal v mykénské kultuře důležité místo. Kančí kly na přilbách byly zamýšleny jako lovecké trofeje, svědčící o odvaze a dovednostech nositele. Lov divočáků byl považován za vrcholnou loveckou disciplínu, kterou mohli zvládnout jen ti nejzkušenější a nejodvážnější lovci. I v historických dobách byly v kulturní paměti zakotveny mytické lovy divočáků, jako například lov erymantského kance nebo kalydonského kance. Postupem času se z pouhé ukázky loveckých trofejí vyvinula funkční přilba. Kančí kly poskytovaly ochranu, neboť jsou tvořeny z velmi pevného materiálu.
Přilba z kančích klů byla cenná a naznačovala vysoké společenské postavení nositele. Pravděpodobně se dědila z generace na generaci jako rodinné dědictví a její hodnota se zvyšovala díky slavnému nositeli. V tomto smyslu Homér popisuje cestu přilby přes "několik rukou". Přilba původně patřila Amyntorovi, poté ji ukradl Autolykos, Odysseův dědeček, a nakonec se přes Amfidama, Mola a Meriona dostala k Odysseovi. Skutečnost, že přilba z kančích klů byla v homérské době stále zakotvena v lidovém povědomí, přestože se takové přilby po staletí nevyráběly, svědčí o tom, že přilby přežily jako rodinné dědictví i poté, co se přestaly vyrábět.

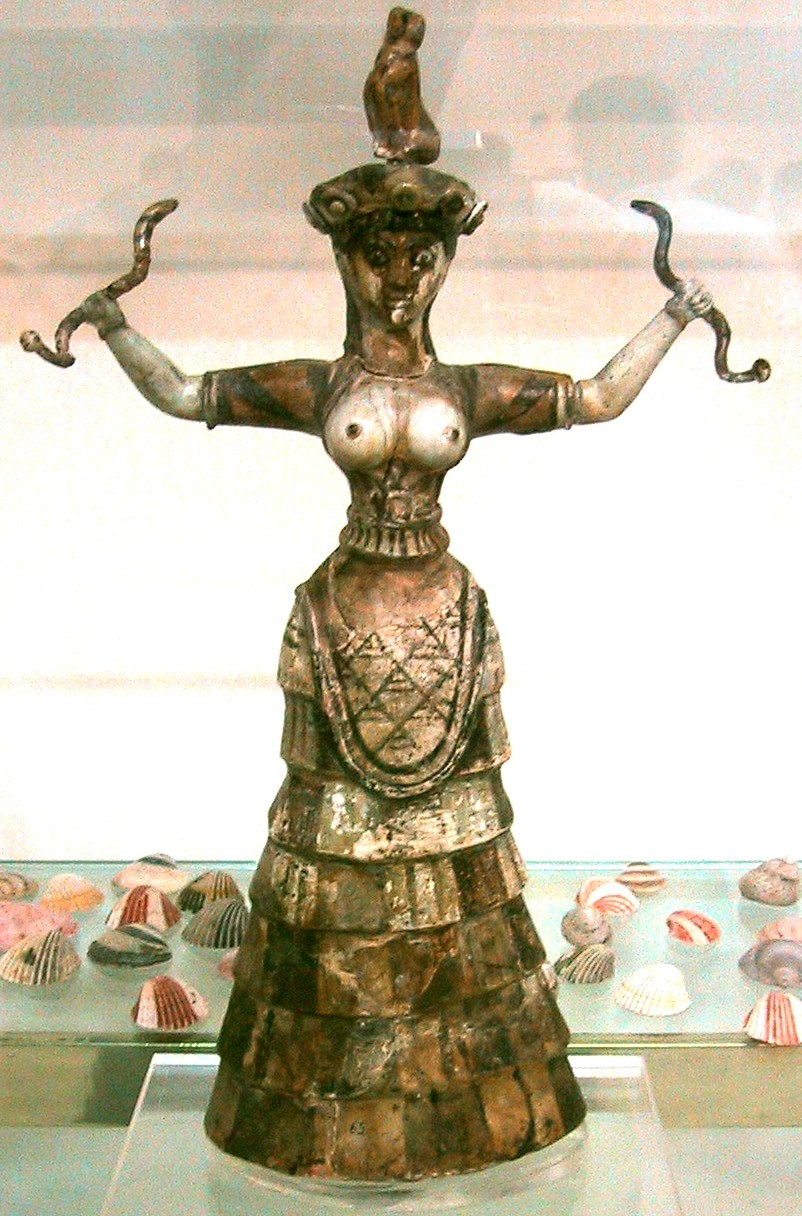
Ženská bohyně s přilbou z kančích klů

Některé přilby z kančích klů byly používány jako vzácné hrobové předměty při pohřbech válečníků. Vysoké postavení přilby lze vidět také na fresce z Mykén, kde zdobí hlavu bohyně války.